# بريم بلس
ريم بلس PremPlus (فالأصل : بريميرشيب بلس) كانت قناة سكاي سبورتس الأولى والوحيدة التي تدفع مقابل مشاهدتها والتي تخصصت لبث مباريات كرة القدم الحية والتفاعلية من الدوري الإنجليزي الممتاز. كان ماركوس باكلاند المقدم الرئيسي في بريم بلس مع مدير أرسنال السابق جورج جراهام ، حيث قام بتقديم آراء الخبراء.

## تاريخها
أطلقت بريم بلس في 19 أغسطس 2001 ، حيث تم عرض 40 مباراة بالدفع مقابل المشاهدة من الدوري الإنجليزي الممتاز. بدأت المباراة الأولى بين تشيلسي ونيوكاسل يونايتد.  إستُخدِامَ اسم بريميرشيب بلس  بمواسم 2001–02 و2002–03 و2003–04 قبل أن يُخْتصر إلى بريم بلس في بداية موسم 2004–05. أيضًا ، في بداية موسم 2004-2005 ، قدم بريم بلس 50 مباراة مباشرة من قنوات الدفع مقابل المشاهدة، حيث ارتفع 10 مباريات عن المواسم السابق. تسطيع شراء المباريات بسهولة عن طريق الهاتف أو ، في المواسم اللاحقة، بشكل تفاعلي من خلال التلفزيون ، وكانت تذكرة الموسم لكل المباريات متاحة بخصم كبير.
تغطية ما قبل المباراة كانت تعرض مجانًا ، مع حجب القناة عن المشاهدين الذين لا يدفعون قبل خمس دقائق من بداية المباراة. وكان المضيف ينصح المشاهدين مرارًا وتكرارًا في هذه الفترة على شراء المباراة.
كانت يوجد قناة بريم بلس الثانية ، ولكنها كانت تعرض فقط على ان ال تي.  تم إغلاقها عندما توقفت قناة بريم بلس عن البث في عام 2007. في عام 2006 ، تم إطلاق بريم بلس اتش دي مع قنوات اتش دي الأخرى على سكاي. اسُتبِدل بـ سكاي سبورت اتش دي اكس عندما توقف بريم بلس عن البث.
فشلت بريم بلس في التحسين لمستوى توقعات سكاي [تحتاج لمصدر] لأن القليل من مشجعي كرة القدم البريطانيين كانوا على يدفعوا ثمن المباريات الفردية بالإضافة إلى دفع اشتراك شهري للمباريات الأخرى. [بحاجة لمصدر] بعد ستة مواسم على الهواء ، أغلقت القناة في نهاية موسم 2006-07 ، عندما أجبرت قوانين المنافسة في الاتحاد الأوروبي سكاي على كسر احتكارها للدوري الممتاز ، بعد أن عرضت 270 مباراة مباشرة وحصرية من الدوري الممتاز. آخر مباراة عُرِضَت على بريم بلس كانت مباراة أستون فيلا ضد شيفيلد يونايتد.  كانت هذه بمثابة النهاية ، على الأقل في هذا الوقت ، لمحاولات إدخال الدفع لكل عرض في سوق التلفزيون الرياضي البريطاني ، خارج أحداث الرياضات القتالية العرضية (المصارعة والملاكمة وفنون القتال المختلطة).
في أكتوبر 2020 ، لم يتمكن مشجعي كرة القدم من حضور المباريات بسبب جائحة كوفيد 19 ، مُنحت سكاي سبورتس و بي تي سبورت حقوق بث مباريات كرة القدم في المملكة المتحدة على قنوات الدفع مقابل المشاهدة الخاصة بهم ، و شباك تذاكر سكاي سبورت و وشباك تذاكر بي تي سبورت و التطابقات الإضافية التي لم يكن معداً لها في البداية لعرضها على التلفزيون. 